# Homalium graciliflorum
Homalium graciliflorum är en videväxtart som beskrevs av Herman Otto Sleumer. Homalium graciliflorum ingår i släktet Homalium och familjen videväxter. Inga underarter finns listade i Catalogue of Life.